# Гарсия I Иньигес
Гарси́я I И́ньигес (баск. Gartzia I a Eneko, исп. García I Íñiguez; около 810—870/882) — король Памплоны (Наварры) (851/852—870/882) из династии Ариста, первый из правителей Наварры, принявший участие в Реконкисте.

## Биография

### Регентство
Гарсия I был старшим сыном первого короля Памплоны Иньиго Аристы и его жены Онеки. Своё детство он провёл в Кордове в качестве почётного заложника правителя Кордовского эмирата.
Наваррские предания говорят о тяжёлой болезни, постигшей короля Иньиго Аристу в последние годы его жизни: он оказался парализован и за него страной управляли регенты — его сын Гарсия и представитель династии Хименесов, управлявшей «другой частью королевства», Химено Гарсес. Точная дата этого события неизвестна (историки называют различные даты в период 840-х годов), но начиная с 842 года в исторических хрониках в качестве военачальника, возглавлявшего наваррцев, упоминается почти всегда только Гарсия Иньигес.
В 842 году король Иньиго Ариста поддержал мятеж своего родственника Мусы II ибн Мусы, главы семьи Бану Каси, поднятый им против эмира Кордовы Абд ар-Рахмана II, и, вероятно в сентябре, соединённое войско Мусы и Гарсии Иньигеса разгромило в битве при Тсалме переправлявшееся через реку Эбро войско мавров под командованием вали Сарагосы аль-Харета ибн Вази. Однако в мае 843 года против мятежников выступило войско во главе с сыном эмира, Мухаммадом. Уже в июне Муса II, осаждённый в Туделе, был вынужден покориться Абд ар-Рахману II. Мухаммад, после победы над Мусой II, двинулся на его союзника, короля Иньиго Аристу, и в июле нанёс под Памплоной поражение большому войску наваррцев, арагонцев, галисийцев, кастильцев и алавцев, а также тех из Бану Каси, кто не смирился с капитуляцией Мусы II. В битве погибло множество христиан, в том числе дядя Гарсии, Фортун Иньигес, которого исторические хроники называли «первый воин королевства». Погиб и один из братьев Мусы ибн Мусы. Иньиго Ариста и Гарсия получили ранения и бежали с поля боя. Некоторые знатные наваррцы, а также брат графа Арагона, Веласко Гарсес, перешли к мусульманам. В 844 году в Кордову бежал и младший сын короля Памплоны, Галиндо Иньигес. В 845 и в 847 годах правители Наварры вновь оказывали поддержку Бану Каси в мятежах против эмира Кордовы и оба раза мавры совершали успешные походы на Памплону, а Муса II без согласования с королём Наварры заключал мир с эмиром. Во время похода 847 года сын эмира, Мухаммад, взял Памплону и разрушил в городе многие здания. Евлогий Кордовский, совершивший поездку в Наварру в 848 году, говорит о полном разрушении кафедрального собора Памплоны, из-за чего епископ Вилиесинд должен был искать прибежища в монастыре Сан-Сальвадор-де-Лейре. В 850 году мусульманские авторы сообщают о поддержке Наваррой нового мятежа Мусы II ибн Мусы против эмира Абд ар-Рахмана II.
Под 851 годом в «Фонтенельской хронике» содержится запись о посольстве герцогов наваррцев (историки считают, что ими могли быть Иньиго Ариста и Химено Гарсес) ко двору короля Западно-Франкского королевства Карла II Лысого, к которому те прибыли с подарками и с просьбой о мире.
Испано-мусульманский историк Ибн Хаййан датирует смерть короля Иньиго Аристы 237 годом хиджры (5 июля 851—22 июня 852), говоря, что «эмир Памплоны» Гарсия Иньигес получил власть после своего отца Иньиго Иньигеса. Эта запись свидетельствует, что мусульманские авторы признавали за правителем Памплоны титул равный титулу правителя Кордовы, который в христианском государстве должен был соответствовать титулу «король».

### Правление
В первые годы своего правления Гарсия I Иньигес продолжал придержиматься политики своего отца, направленный на союз с мосарабами из Бану Каси. К этому времени относится поход наваррцев и их союзников астурийцев на помощь жителям Толедо, восставшим против нового эмира Кордовы Мухаммада I. Эта военная экспедиция, организованная королями Гарсией I Иньигесом и Ордоньо I, завершилась тяжёлым поражением христиан и толедцев в битве на берегу реки Гуадаласете.
В связи с постоянным отсутствием помощи от Мусы II ибн Мусы в войнах Наварры с Кордовским халифатом во второй половине 850-х годов король Гарсия начал ещё больше сближаться с правителем Астурии Ордоньо I. В это время Астурийское королевство активизировало военные действия против мавров, в том числе и в районах, прилегающих к границам королевства Памплона: король Ордоньо, под властью которого находились некоторые из земель, населённых басками, совершил несколько успешных походов в расположенную к югу от Памплоны долину Ла-Риоха, к востоку от Наварры в области Бардулия (будущая Кастилия) король Астурии начал строительство многочисленных крепостей и установил своей контроль над Алавой, ранее, вероятно, зависевшей от королей Памплоны. В 858 году между двумя королевствами был заключён союз, скреплённый браком Гарсии I Иньигеса с дочерью Ордоньо I, Леодегундой. Одновременно произошло и сближение Мусы II с кордовским эмиром Мухаммадом I, что вызвало ещё большую взаимную отчуждённость правителей Наварры и Бану Каси.
Окончательный разрыв между Гарсией I и Мусой II произошёл в 859 году, когда глава Бану Каси в обмен на неприкосновенность своих владений пропустил направлявшийся вверх по Эбро большой отряд норманнов из числа тех, которые под предводительством конунгов Гастинга и Бьёрна Железнобокого с прошлого года грабили побережье Пиренейского полуострова. Викингам удалось неожиданно напасть на Памплону и пленить короля Гарсию, который был освобождён только после получения норманнами выкупа в 70 000, а по другим данным в 90 000 золотых динаров. Одновременно Муса II ибн Муса сам выступил в поход на Памплону. Об этом стало известно королю Ордоньо I, который с войском немедленно выступил на помощь своему союзнику, королю Гарсии Иньигесу, и осадил крупный город Альбельда, принадлежащий Бану Каси. Это заставило Мусу II прервать поход и двинуться к осаждаемому городу. В последовавшей через несколько дней битве при Альбельде соединённое астурийско-наваррское войско разгромило армию Мусы II ибн Мусы. Число погибших мусульман, по разным данным, составляло от 10 000 до 12 000 воинов, сам Муса получил тяжёлые ранения и уже до самой своей смерти в 862 году не предпринимал больших походов против христиан. Альбельда была полностью разрушена. Победа христиан при Альбельде вызвала в 860 году ответный поход эмира Мухаммада I в Наварру, во время которого мавры взяли Памплону и захватили в плен Фортуна Гарсеса, сына и наследника короля Наварры. Фортун был отвезён в Кордову, где провёл в заключении следующие 20 лет своей жизни.
Согласно преданиям, король Гарсия I Иньигес был первым королём Памплоны, заботившимся о паломниках, идущих по Дороге Святого Иакова в Сантьяго-де-Компостелу, и пытавшимся обеспечить их безопасность от нападений мавров. В средневековых исторических хрониках содержатся записи, которые позволяют предполагать, что Гарсии I удалось расширить свои владения и успешно противостоять попыткам графов Барселоны захватить некоторые западные области своего королевства. К 869 или 870 году относятся свидетельства хроник XI века, происходящих из королевства Леон, о браке короля Астурии Альфонсо III Великого с Хименой Наваррской, которую считают дочерью короля Гарсии I.
Последнее известие исторических хроник, в котором фигурирует имя короля Гарсии I Иньигеса, датировано 870 годом, когда он заключил союз с Амрусом ибн Амром, поднявшим мятеж против эмира Кордовы, казнившего племянника короля Памплоны, вали Уэски Мусу ибн Галиндо. После этого года достоверных сведений, относящихся к Гарсии I, не обнаружено. Дарственная хартия, якобы данная 21 октября 880 года королём Гарсией Иньигесом и его сыном Фортуном монастырю Сан-Сальвадор-де-Лейре, большинством историков считается позднейшей подделкой. В записях хроник за 870—882 годы имя правителя Наварры или не упоминается, или упоминается без указания патронима. Отсутствие в хрониках имени Гарсии Иньигеса позволило ряду историков предположить, что он скончался в 870 году и его преемником на троне стал представитель династии Хименес король Гарсия II Хименес. Другая часть историков предполагает, что датой смерти Гарсии I является 882 год. В этом случае к правлению этого короля также относятся сообщения хроник о заключении правителем Памплоны в 871 году союза с восставшими против эмира Мухаммада I сыновьями Мусы II ибн Мусы и о гибели в 882 году короля по имени Гарсия в битве при Айбаре, где он сражался в союзе с Умаром ибн Хафсуном против эмира Кордовы. Тело короля Гарсии I было похоронено в монастыре Сан-Сальвадор-де-Лейре, семейной усыпальнице королей Наварры из династии Ариста. Новым королём Памплоны стал освобождённый из плена в 880 году сын Гарсии I Иньигеса, Фортун Гарсес.

### Семья
Король Памплоны Гарсия I Иньигес был женат два раза. Первой его супругой называют Орию, предположительно являвшуюся одним лицом с упоминаемой позднейшими историческими хрониками Урракой. Вероятнее всего, что она была дочерью главы семьи Бану Каси Мусы II ибн Мусы, но также есть версии о её гасконском или арагонском происхождении. Детьми от этого брака были:
- Фортун Гарсес (около 830—906) — король Памплоны (Наварры) (882—905)
- Санчо
- Химена (умерла после 912) — жена (с 869 или 870 года) короля Астурии Альфонсо III Великого
- Онека — жена графа Арагона Аснара II Галиндеса.

Вторым браком (с 858 года) король Гарсия I был женат на Леодегунде, дочери короля Астурии Ордоньо I. Детей от этого брака у короля Наварры не было.

## Карты
- Образование Памплонского королевства (IX век) Архивная копия от 15 сентября 2009 на Wayback Machine